# أدريان ودلي
أدريان ودلي هو واثب حواجز ‏ كندي، ولد في 25 سبتمبر 1975 في ويتبي في كندا.

## وصلات خارجية
- أدريان ودلي على موقع الاتحاد الدولي لألعاب القوى (الإنجليزية)
- أدريان ودلي على موقع أوليمبيديا (الإنجليزية)
- أدريان ودلي على موقع اللجنة الأولمبية الكندية (الإنجليزية)
- أدريان ودلي على موقع اتحاد ألعاب الكومنولث (مؤرشف) (الإنجليزية)